# Phytoscutus glomus
Phytoscutus glomus är en spindeldjursart som först beskrevs av Pritchard och Baker 1962.  Phytoscutus glomus ingår i släktet Phytoscutus och familjen Phytoseiidae. Inga underarter finns listade i Catalogue of Life.